# Rally aereo di Sicilia
Il Giro aereo internazionale di Sicilia è una competizione aeronautica organizzata a Palermo.
La manifestazione interessa annualmente l'ex aeroporto militare, dal 2009 aeroporto civile, di Palermo-Boccadifalco dal 1949 ed è organizzata dall'Aeroclub Beppe Albanese.
Consiste di una gara tra regolarità (formata da equipaggi composti da pilota e navigatore), velocità, di esibizioni di piloti provenienti da tutta Italia. I percorsi, segnati su una cartina stradale sono correlati da 13 fotografie da riconoscere per mantenere la rotta. La gara di velocità è valida per il campionato nazionale di volo a motore. A margine della manifestazione sportiva è organizzata un'esposizione degli aeromobili delle forze dell'ordine presenti presso l'aeroporto.

## Storia
La manifestazione sportiva nacque nel 1949. Sin dalla prima edizione raccolse piloti e sportivi da tutta Europa, diventando punto di riferimento per il rally aereo.

### 51ª Edizione
Svoltasi il 29 e 30 luglio del 2000. La gara di regolarità è stata vinta dall'aeroclub di Vergiate alla guida di un Cessna 172N. Il tragitto della gara di regolarità era Portella della Paglia, Camporeale, Roccamena, lago di Sambuca, Cattolica Eraclea, Aragona, San Giovanni Gemini, Cefalà Diana e linea di arrivo a Porticello. Il tragitto della gara di velocità invece era: Boccadifalco, San Nicola l'Arena, Capo Zafferano, Mondello e ritorno a Boccadifalco, l'intero tragitto doveva essere percorso tre volte. A margine della manifestazione lancio di paracadutisti, esibizione di motoalianti ed un finto combattimento ispirato alla seconda guerra mondiale.

### 54ª Edizione
Svoltasi il 2 e 3 agosto del 2003. Il rally è stato vinto dal pilota Gabriele Avoni e dal navigatore Emanuela Bartolini da Lugo in provincia di Ravenna, vincitori della gara di regolarità. A margine della manifestazione lanci di paracadutisti e voli acrobatici.

### 58ª Edizione
L'Edizione numero 58 si è svolta il 21 e 22 luglio 2007.

### 59ª Edizione
L'Edizione numero 59 si è svolta nei giorni 6 e 7 settembre del 2008, alla gara di regolarità hanno partecipato 10 equipaggi, mentre il 7 settembre hanno partecipato alla gara di velocità 7 equipaggi. Nel pomeriggio si è svolta la gara dei "falchi", 3 aerei veloci.

### 60ª Edizione
La sessantesima edizione si è svolta nei giorni 12 e 13 settembre del 2009 con la vittoria dell'equipaggio formato da Vanni Scagnetti e Antonio Biraghi su Sequoia F.8L Falco I-MIKI basato a Carpi.

### 61ª Edizione
La sessantunesima edizione si è svolta il 5 settembre 2010 con la vittoria dell'equipaggio formato da Giuseppe Gatto e Carmelo Monastra del Team "Tom & Jerry" su Cessna 310N con marche N-421NA. Il Team ha vinto sia la gara di regolarità che la gara di velocità aggiudicandosi il titolo di Campioni Assoluti del 61º giro di Sicilia.

### 62ª Edizione
La sessantaduesima edizione si è svolta i giorni 10 e 11 giugno 2011 con la vittoria dell'equipaggio formato da Gianni Gucciardo e Fabio Giannilivigni su Tampico TB9 con marche I-IAFP dell'Aeroclub di Palermo; secondo è arrivato il Team "Tom & Jerry" formato da Giuseppe Gatto e Carmelo Monastra su Cessna 310N con marche N-421NA dell'Aeroclub di Latina; infine al terzo posto Vanni Scagnetti e Antonio Biraghi su Falco F8L con marche I-MIKI di Carpi. Nel pomeriggio si è svolta la gara dei "falchi", vinta da I-MIKI pilotato da Vanni Scagnetti.